# 訃報 1992年12月
訃報 1992年12月（ふほう 1992ねん12がつ）では、1992年（平成4年）12月中に物故した、又は物故が報じられた人物についてまとめる。

## （1日 - 15日）

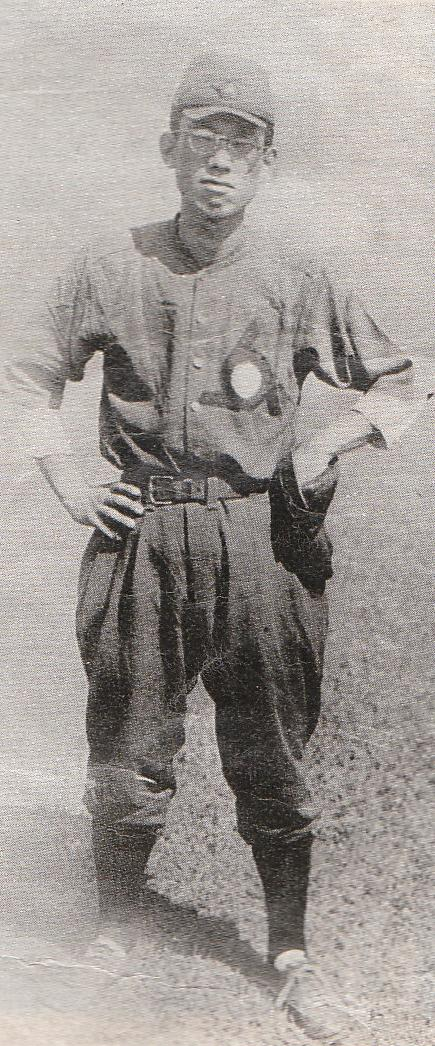
小阪三郎 / 12月4日没

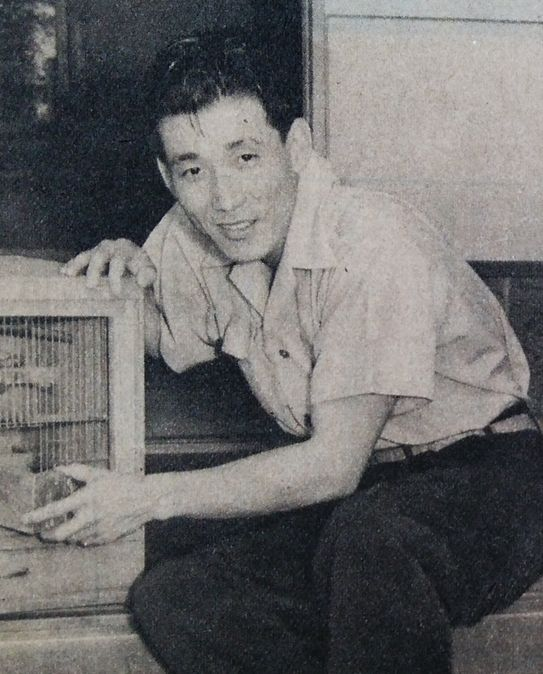
金田正泰 / 12月5日没

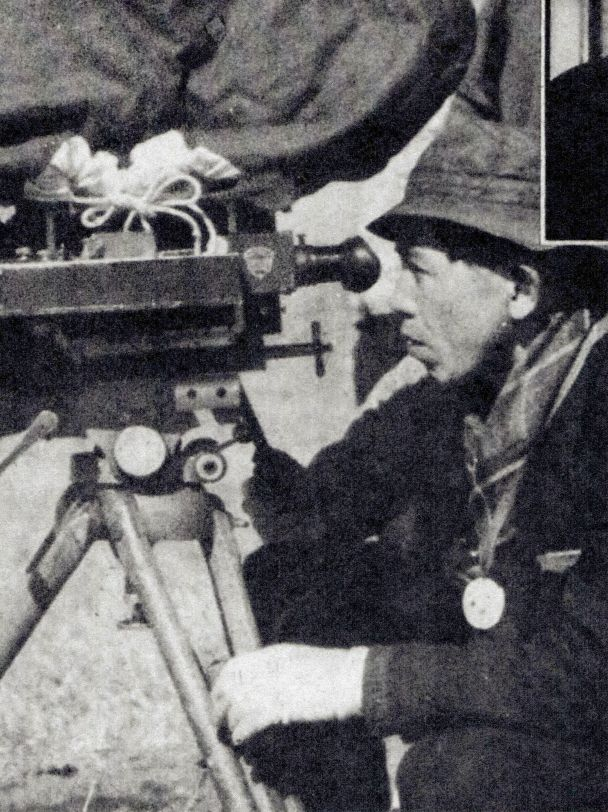
厚田雄春 / 12月7日没

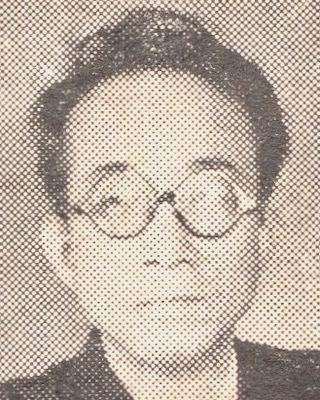
中村武志 / 12月11日没

岸洋子 / 12月11日没

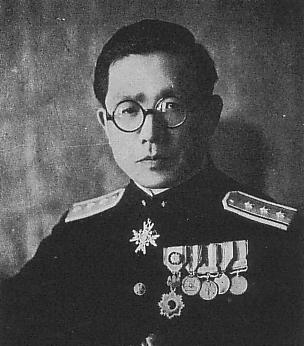
町村金五 / 12月14日没

- 12月4日 - 小阪三郎、プロ野球選手（* 1915年）
- 12月5日 - 金田正泰、元プロ野球選手、元阪神タイガース監督（* 1920年）
- 12月7日 - 厚田雄春、映画カメラマン（* 1905年）
- 12月7日 - 我王銀次、俳優（* 1959年）
- 12月9日 - 土橋成男、脚本家（* 1932年）
- 12月9日 - 篠田昌己、日本のミュージシャン、サックス奏者、じゃがたらのメンバー（* 1958年）
- 12月10日 - 胡喬木、中華人民共和国の政治家（* 1912年）
- 12月11日 - 中村武志、小説家（* 1909年）
- 12月11日 - 岸洋子、歌手（* 1935年）
- 12月14日 - 町村金五、元北海道知事・自治大臣（* 1900年）

## （16日 - 31日）

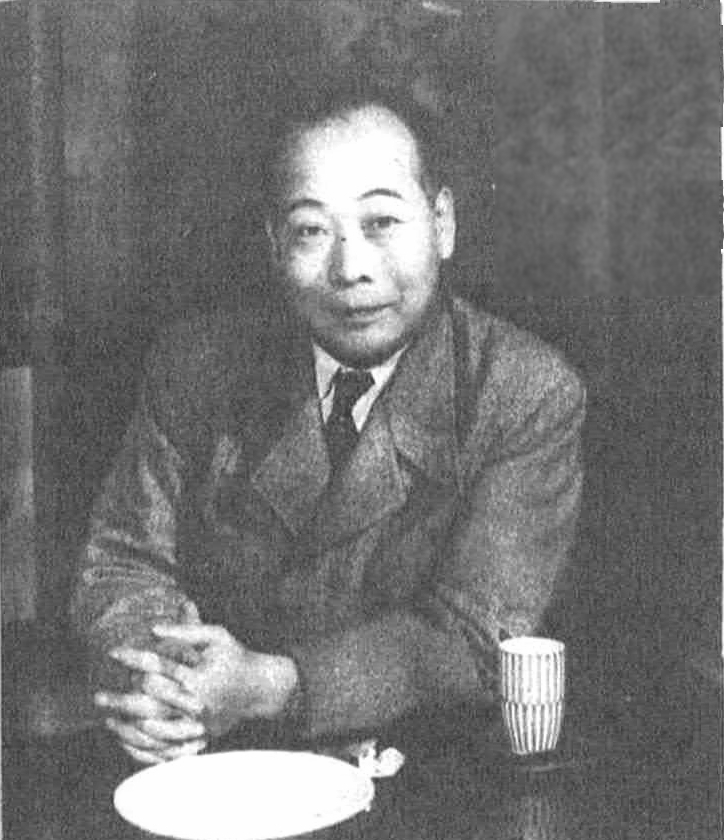
山川惣治 / 12月17日没

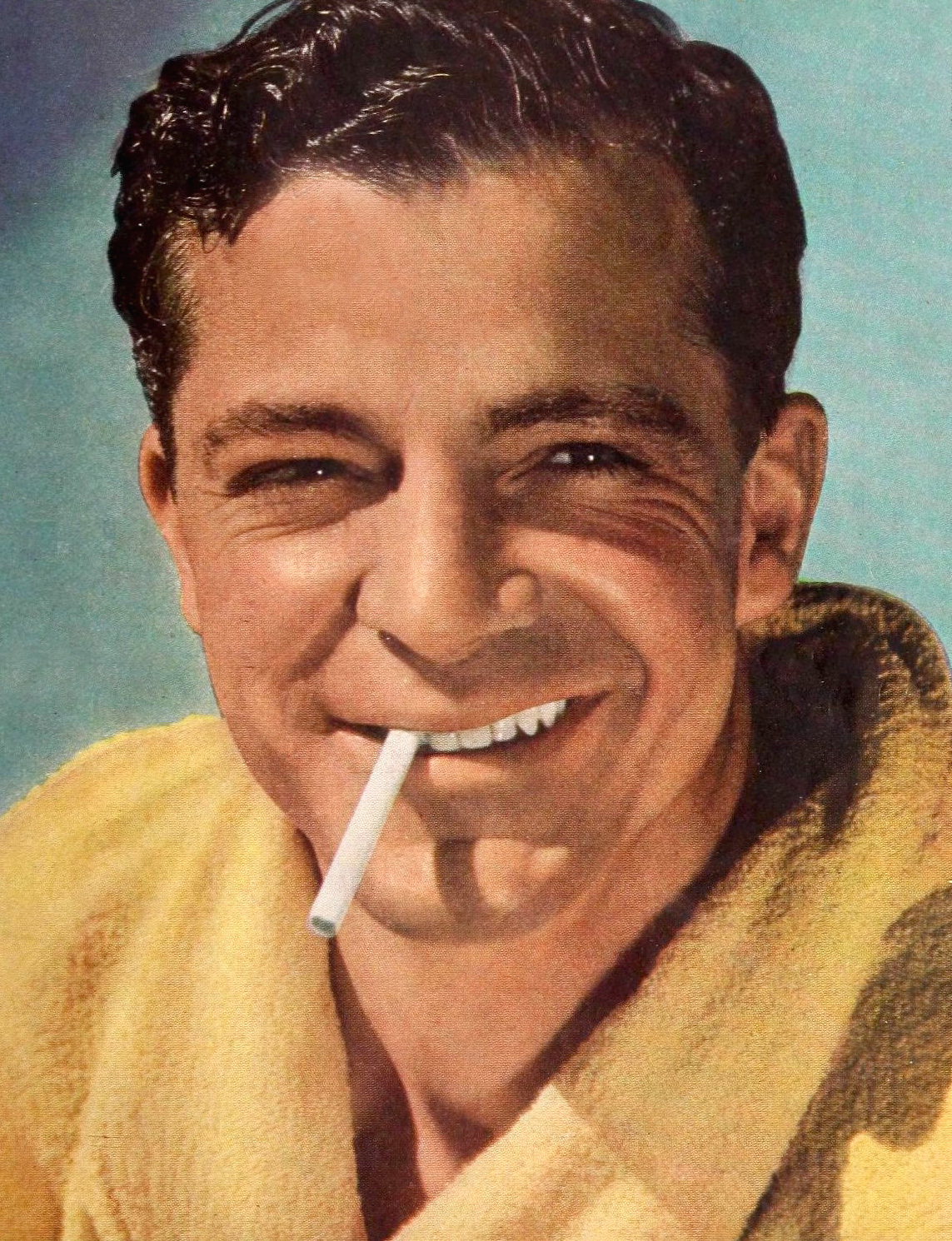
ダナ・アンドリュース / 12月19日没

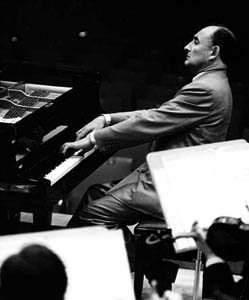
ニキタ・マガロフ / 12月26日没

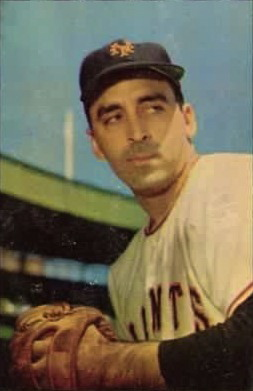
サル・マグリー / 12月28日没

- 12月17日 - 山川惣治、絵物語作家（* 1908年）
- 12月19日 - ダナ・アンドリュース、俳優（* 1909年）
- 12月21日 - ナタン・ミルシテイン、ヴァイオリニスト（* 1903年）
- 12月21日 - フィリップ・ファーカス、ホルン奏者（* 1914年）
- 12月22日 - 阿波野青畝、俳人（* 1899年）
- 12月26日 - ニキタ・マガロフ、ピアニスト（* 1912年）
- 12月27日 - 大熊元司、プロレスラー（* 1941年）
- 12月28日 - サル・マグリー、メジャーリーガー（* 1917年）